# De betoverde kroon
De betoverde kroon is een  stripverhaal uit de reeks van Jerom. Het verscheen in 1973.

## Locaties
- Huis van tante Sidonia, Cambodja, Angkor Wat

## Personages
- Jerom, Odilon, tante Sidonia, de koning van Berunka, president Arthur, professor Barabas, prinses van Berunka, boodschapper van Berunka, Thomson (leider groep bodemonderzoek), bedienden, Nibha en haar vader, bedreiger,

## Het verhaal
Jerom en Odilon geven de auto van tante Sidonia een beurt, maar dan komt er bezoek uit Berunka. De vrienden horen dat de prinses van Berunka een tentoonstelling aan de oosterse kust bezocht en een kroon bewonderde. Toen ze deze opzette, kon ze hem niet weer van haar hoofd krijgen. Het land is in rouw, want de prinses heeft veel pijn. Professor Barabas bekijkt de kroon via de tv en denkt dat de kroon uit Zuidoost-Azië komt. Dit klopt, de kroon komt uit Cambodja. Professor Barabas vertelt over Angkor, deze stad heeft nog veel geheimen en misschien rust er een vloek op de kroon. Odilon en Jerom vertrekken op de motor en ze vliegen naar het oosten. Ze zien de tempels van Angkor en landen in Angkor Wat. Dan is er een ontploffing en Jerom en Odilon ontmoeten Johnson die belast is met bodemonderzoek voor het aaboren van aardolie. Door de trillingen van de ontploffingen kunnen de onderzoekers met een seismograaf een beeld van de aardkost krijgen. 

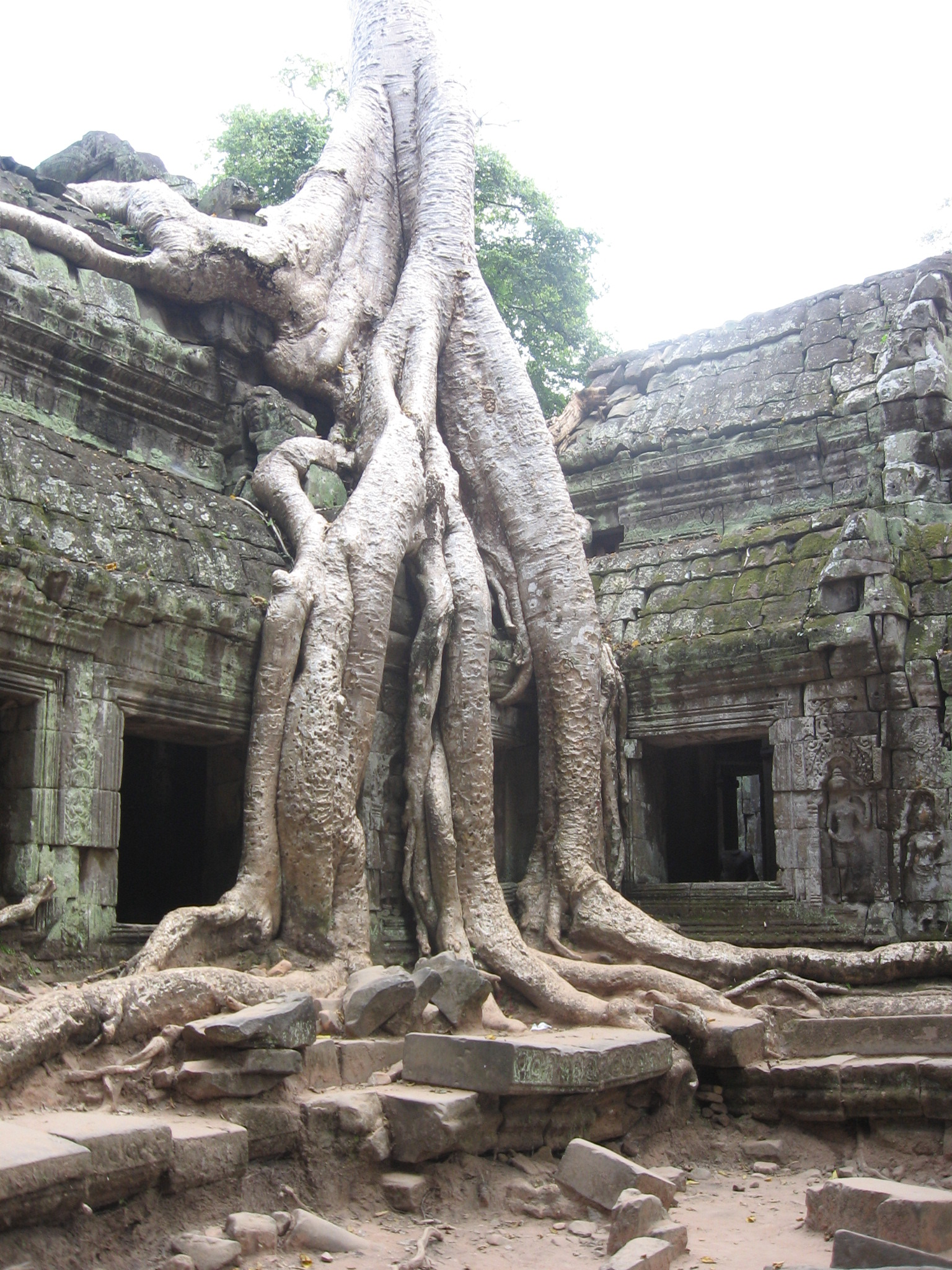
Een door bomen overgroeide tempel in Angkor Wat

In het kamp van de onderzoekers vertelt Jerom de reden van hun bezoek en Johnson toont een kaart van het tempelcomplex. Er staan punten buiten de tempels, misschien oude funderingen of graftombes. Een man luistert het gesprek af. Jerom gaat met Odilon op zoek naar de locatie van de punten en komen bij een door bomen overgroeide tempel terecht. Odilon wil een banaan eten, maar deze wordt afgepakt door een aap. Nibha legt uit dat de aap is afgericht en naar haar bevelen luistert, hij heet Boja. Ze woont vlakbij met haar vader en hij heeft jarenlang meegewerkt aan de opgraving van de tempel. Hij kent iedere steen en Nibha neemt Jerom en Odilon mee, omdat haar vader graag over de ruïnes praat. Bij het huisje aangekomen, worden Jerom en Odilon weggestuurd door de vader. Ze vertrekken, maar houden het huisje in de gaten en ontdekken dat de vader van Nibha wordt bedreigd. De bedreiger wil naar de crypte gebracht worden en zegt Nibha anders om te brengen. Jerom en Odilon gaan terug naar hun kamp. s Nachts komt Boja in de tent van Odilon en samen gaan ze op weg door het tempelcomplex. Ze komen bij Nibha en Odilon maakt haar los, maar dan worden ze ontdekt door de bedreiger. Hij bindt Odilon en Nibha opnieuw vast.

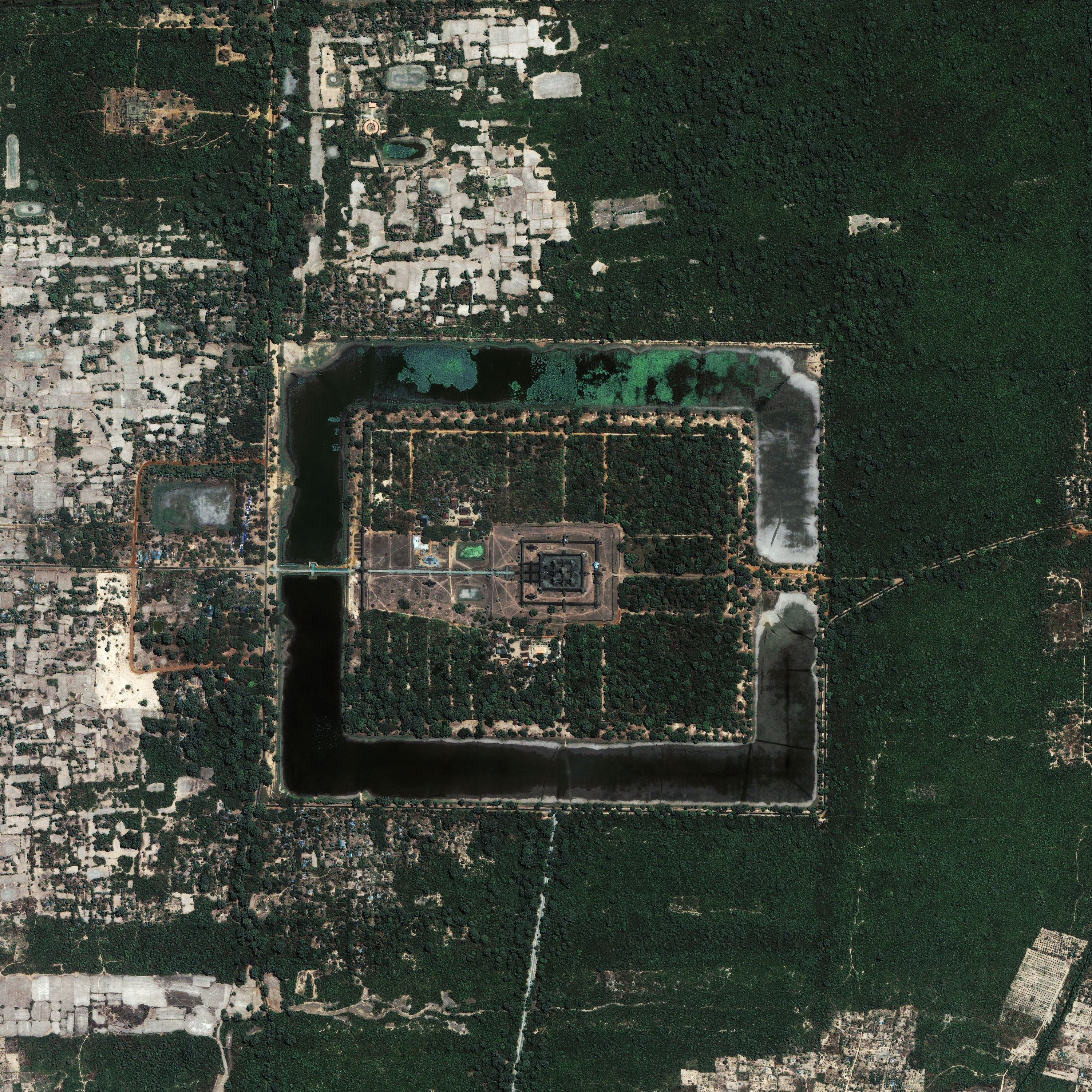
Satellietfoto van Angkor Wat

De volgende ochtend ontdekt Jerom dat Odilon verdwenen is. Ook is er groot nieuws; bij een ontploffing is een onderaardse gang blootgelegd. Boja komt bij Nibha en maakt haar en Odilon los. Odilon laat Boja zijn gouden pak aantrekken en de bedreiger denkt dat Odilon vlucht. Hij zet de achtervolging in en op deze manier kunnen Odilon en Nibha ontkomen. Jerom gaat met Thomson naar de onderaardse gang en hij ziet prachtige beelden. Dan komt een duistere gestalte de crypte binnen en Jerom ontmaskerd hem. het is de vader van Nibha en hij vertelt dat hij per toeval de crypte heeft ontdekt. Het is waarschijnlijk de plaats der beweringen, hier werden magische formules uitgesproken over beelden. Hierdoor kregen tovenaars onbeperkte macht. De enige manier om deze bezweringen ongedaan te maken is het beeld te vernietigen. De vader van Nibha denkt dat er een beeld in de foltertafel zit en Jerom kan deze losmaken, zonder het geheime slot nodig te hebben. Er zit inderdaad een beeld in de foltertafel. Dan verschijnt een aap in het pak van Odilon.
De bedreiger komt ook in de crypte en hij wil het beeldje. De vader van Nibha geeft het beeld en wordt samen met Jerom en Boja opgesloten. De bedreiger weet echter niet dat de onderaardse gang is blootgelegd en het drietal kan eenvoudig uit de gang otnsmappen. Jerom gaat met Boja op de motor achter de bedreiger aan. Odilon is in de auto gekropen en Jerom kan hem redden. De bedreiger wordt door meerdere apen bekogeld met kokosnoten en dan arriveert de vader van Nibha met Thomson. Thomson vertelt dat arisar een verlopen archeoloog is, hij verdween nadat hij subsidies verduisterd had. Hij verbleef in Berunka en kende de inscripties op de muren van de tempel, waarschijnlijk wilde hij de koning van Berunka laten betalen voor het beeld. De vader van Nibha zegt het beeld dat dit het einde van de betovering is. Eindelijk gaat het prinsesje in Berunka weer zitten. Ze kan de kroon van haar hoofd halen. Jerom en Odilon nemen afscheid en de vader van Nibha zal zorgen dat het beeld een plek krijgt in het museum. Boja weigert het pak van Odilon uit te trekken en zonder kostuum vertrekt Odilon op de motor met Jerom.